# Portimonense SC

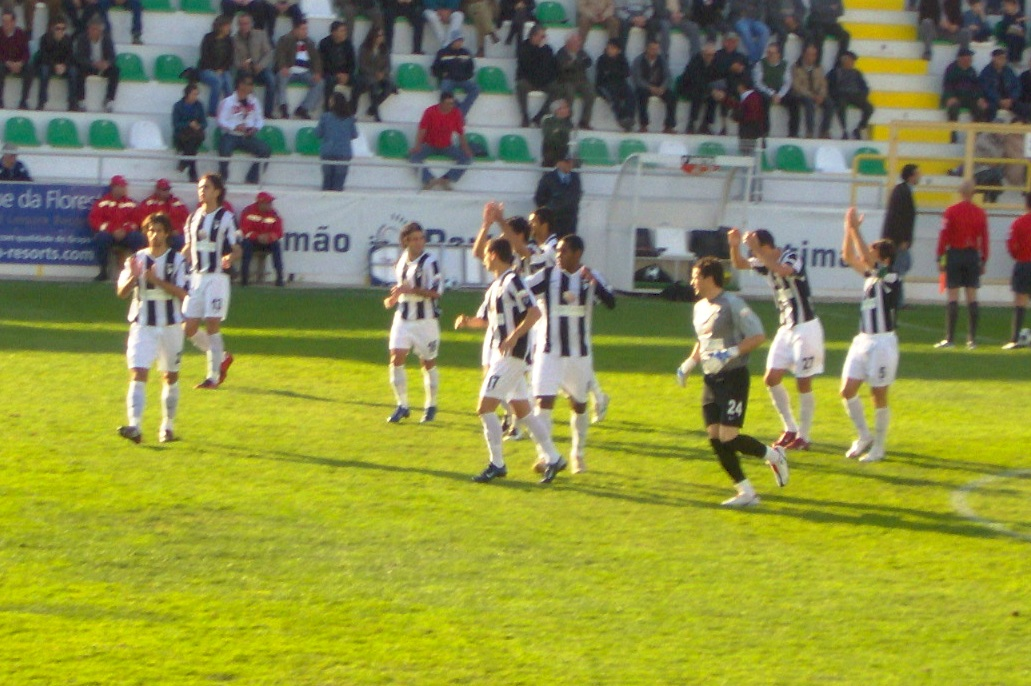
Team van Portimonense SC in 2008

Portimonense SC is een op 14 augustus 1914 opgerichte sportclub uit Portimão, Portugal.

## Geschiedenis
De club bereikte in 1976 voor het eerst de hoogste klasse. Na twee seizoenen degradeerde de club maar kon het verblijf in tweede klasse tot één seizoen beperken. Van 1979 tot 1990 speelde de club onafgebroken in de hoogste klasse en eindigde meestal in de middenmoot. Na een vijfde plaats in 1985 mocht de club Europees voetbal spelen en werd in de eerste ronde van de UEFA Cup verslagen door het Joegoslavische Partizan Belgrado.
Na een zeventiende plaats in 1990 degradeerde de club en zakte twee jaar later verder weg naar de derde klasse van destijds. Portimonense kon al snel terugkeren maar in 1995 degradeerde de club opnieuw en bleef nu een aantal seizoenen in de derde klasse. In 2001 promoveerde de club als kampioen terug naar de tweede klasse en eindigde in de eerste twee seizoenen in de subtop. De volgende seizoenen eindigde de club in de middenmoot. In het seizoen 2009/10 eindigde Portimonense op de tweede plaats en promoveerde zodoende rechtstreeks naar de Portugese eerste klasse. Dit keer bleef de terugkeer op het hoogste niveau tot één seizoen beperkt: in 2010/11 degradeerde Portimonense SC meteen terug naar de Liga de Honra. Het seizoen daarna degradeerde de club opnieuw. Maar omdat União de Leiria werd teruggezet naar de derde klasse en Varzim SC geen licentie voor de tweede divisie kreeg, ontsnapten Sporting Covilhã en Portimonense SC aan degradatie. In 2017 werd de club kampioen op het tweede niveau waardoor promotie werd behaald naar de Primeira Liga. In de zeven seizoenen die volgden eindigde de club standaard in de degradatiezone, met een tiende plek als beste resultaat. In 2024 werd de club zestiende met evenveel punten als Boavista FC. Wegens het slechtere doelsaldo van Portimonense moesten zij promotie-/degradatiewedstrijden spelen tegen AVS. Over twee wedstrijden wist AVS de club uit Portimão te verslaan met 2-4 waardoor degradatie een feit werd.

## Eindklasseringen
| 4 |

| 2 |

| 1 |

| 1 |

| 3 |

| 4 |

| 8 |

| 2 |

| 3 |

| 7 |

| 10 |

| 7 |

| 5 |

| 4 |

| 3 |

| 8 |

| 9 |

| 5 |

| 7 |

| 4 |

| 3 |

| 2 |

| 8 |

| 5 |

| 7 |

| 7 |

| 13 |

| 3 |

| 4 |

| 3 |

| 1 |

| 12 |

| 13 |

| 1 |

| 8 |

| 8 |

| 6 |

| 9 |

| 10 |

| 5 |

| 7 |

| 11 |

| 13 |

| 12 |

| 17 |

| 8 |

| 17 |

| 1 |

| 12 |

| 16 |

| 6 |

| 12 |

| 8 |

| 3 |

| 2 |

| 1 |

| 6 |

| 6 |

| 16 |

| 14 |

| 12 |

| 14 |

| 11 |

| 13 |

| 2 |

| 15 |

| 16 |

| 6 |

| 7 |

| 14 |

| 4 |

| 1 |

| 10 |

| 12 |

| 17 |

| 14 |

| 13 |

| 15 |

| 16 |

| 15 |

| Primeira Liga | Segunda Divisão/Segunda Liga | Tercera Divisão/Segunda Divisão B |

Tot 1999 stond de Primeira Liga bekend als de Primeira Divisão. De Segunda Liga kende in de loop der tijd meerdere namen en heet sinds 2020/21 Liga Portugal 2.
| Seizoen   | №  | Clubs | Divisie         | Duels | Winst | Gelijk | Verlies | Doelsaldo | Punten | Tsch  |
| --------- | -- | ----- | --------------- | ----- | ----- | ------ | ------- | --------- | ------ | ----- |
| 2004–2005 | 14 | 18    | Segunda Liga    | 34    | 10    | 9      | 15      | 40–49     | 39     | ??    |
| 2005–2006 | 12 | 18    | Liga de Honra   | 34    | 10    | 13     | 11      | 36–36     | 43     | ??    |
| 2006–2007 | 14 | 16    | Liga de Honra   | 30    | 7     | 9      | 14      | 28–42     | 30     | ??    |
| 2007–2008 | 10 | 16    | Liga de Honra   | 30    | 8     | 13     | 9       | 26–30     | 37     | 1.687 |
| 2008–2009 | 13 | 16    | Liga de Honra   | 30    | 7     | 14     | 9       | 29–35     | 35     | 1.454 |
| 2009–2010 | 2  | 16    | Liga de Honra   | 30    | 16    | 6      | 8       | 43–34     | 54     | 1.531 |
| 2010–2011 | 15 | 16    | Primeira Liga   | 30    | 6     | 7      | 17      | 29–49     | 25     | 3.307 |
| 2011–2012 | 16 | 16    | Liga de Honra   | 30    | 8     | 8      | 14      | 35–42     | 32     | 1.584 |
| 2012–2013 | 6  | 22    | Segunda Liga    | 42    | 17    | 13     | 12      | 61–50     | 64     | 1.039 |
| 2013–2014 | 7  | 22    | Segunda Liga    | 42    | 19    | 10     | 13      | 58–48     | 67     | 1.041 |
| 2014–2015 | 14 | 24    | Segunda Liga    | 46    | 15    | 15     | 16      | 56–62     | 60     | 655   |
| 2015–2016 | 4  | 24    | Liga Pro        | 46    | 20    | 18     | 8       | 57–45     | 78     | 1.206 |
| 2016–2017 | 1  | 22    | Liga Pro        | 42    | 25    | 8      | 9       | 70–39     | 83     | 1.715 |
| 2017-2018 | 10 | 18    | Primeira Liga   | 34    | 10    | 8      | 16      | 52-60     | 38     | 3.158 |
| 2018-2019 | 12 | 18    | Primeira Liga   | 34    | 11    | 6      | 17      | 44-59     | 39     | 3.313 |
| 2019-2020 | 17 | 18    | Primeira Liga   | 34    | 7     | 12     | 15      | 30-45     | 33     | 2.042 |
| 2020-2021 | 14 | 18    | Primeira Liga   | 34    | 9     | 8      | 17      | 34-41     | 35     |       |
| 2021-2022 | 13 | 18    | Primeira Liga   | 34    | 10    | 8      | 16      | 31-45     | 38     |       |
| 2022-2023 | 15 | 18    | Primeira Liga   | 34    | 10    | 4      | 20      | 25-48     | 34     |       |
| 2023-2024 | 16 | 18    | Primeira Liga   | 36    | 8     | 8      | 18      | 39-72     | 32     |       |
| 2024-2025 | 15 | 18    | Liga Portugal 2 | 34    | 9     | 7      | 18      | 38-54     | 34     |       |

|}

## In Europa
#Q = #kwalificatieronde, #R = #ronde, T/U = Thuis/Uit, W = Wedstrijd, PUC = punten UEFA coëfficiënten .
Uitslagen vanuit gezichtspunt Portimonense SC
| Seizoen                                                    | Competitie | Ronde | Land                 | Club              | Totaalscore | 1e W    | 2e W    | PUC |
| ---------------------------------------------------------- | ---------- | ----- | -------------------- | ----------------- | ----------- | ------- | ------- | --- |
| 1985/86                                                    | UEFA Cup   | 1R    | Vlag van Joegoslavië | Partizan Belgrado | 1-4         | 1–0 (T) | 0–4 (U) | 2.0 |
| Totaal aantal behaalde punten voor UEFA coëfficiënten: 2.0 |            |       |                      |                   |             |         |         |     |

Zie ook
- Deelnemers UEFA-toernooien Portugal
- Ranglijst van alle clubs die in de diverse Europa Cups zijn uitgekomen

## Bekende (oud-)spelers
- Wilson Eduardo
- Dong Fangzhuo
- Floris Schaap